# Pietro Sella
Pietro Sella (Sella di Mosso, 1º giugno 1784 – Crocemosso, 15 dicembre 1827) è stato un imprenditore italiano, uno dei protagonisti della rivoluzione industriale in Italia.

## Biografia
Figlio di Giovanni Antonio e di Anna Maria Giletti, aveva studiato nelle regie scuole di Biella sino al 1797.
Ancora adolescente aveva fatto l'apprendistato nell'azienda laniera di famiglia. Dopo aver appreso che l'imprenditore e inventore William Cockerill, dal Lancashire si era trasferito a Liegi in Belgio e che vi aveva aperto un'officina di produzione di macchinari tessili, Sella si recò dapprima in Inghilterra per verificarne in concreto il funzionamento e sulla via del ritorno a Liegi ne acquistò un esemplare. Le "meccaniche" furono installate a Valle Mosso nel 1817: nacque così il primo lanificio italiano a lavorazione meccanica.
Nel 1820 fu consigliere del ministro piemontese Roger de Cholex; cinque anni dopo, la Camera di commercio e agricoltura di Torino gli diede l'incarico di compilare i regolamenti doganali per il settore laniero.